# Geisterfahrer (Film)
Geisterfahrer ist ein deutscher Krimi-Thriller aus dem Jahr 2012 von Lars Becker.

## Handlung
Die Rettungssanitäter Freddy Kowalski und Emile Ramzy als Fahrer sind mit ihrem Krankenwagen immer hart am Limit unterwegs durch Hamburg – so auch, als sie die Frau des Generalstaatsanwalts Dr. Paul Montgomery zur Entbindung mit Blaulicht ins Krankenhaus fahren. Mario Brenner, der Leibwächter des Generalstaatsanwalts, überwacht den Transport.
In Genua scheitert gleichzeitig ein Geschäft zwischen den Waffenschiebern Otto Schlesinger und Gino Pozzo und ihrem kongolesischen Kunden Franco Toko. Franco Toko wird als verdeckter Ermittler enttarnt und erschossen; Otto Schlesingers Partnerin Lola König setzt sich mit einer Tasche voller Kongo-Franc nach Deutschland ab.
Lola König trifft den Generalstaatsanwalt Dr. Paul Montgomery in einer Bar und übergibt ihm den Schlüssel für das Schließfach, in dem sie das Geld versteckt hat. Direkt nach dem Treffen werden der Generalstaatsanwalt und sein Fahrer von einem Neffen Gino Pozzos niedergeschossen. Der Fahrer ist sofort tot.
Freddy und Emile sind zuerst am Tatort und transportieren den Generalstaatsanwalt ins Krankenhaus. Der Sterbende drückt den Sanitätern einen Schließfachschlüssel in die Hand.

## Hintergrund
Der Film wurde vom 21. März 2011 bis zum 6. Mai 2011 in Hamburg und Genua gedreht.

## Rezeption
„Beckers kleine, bisweilen absurden Nebengeschichten wirken wie dem Leben abgeschaut. Zugleich verliert er den Handlungsbogen nicht aus den Augen.“

„Mit welcher Chuzpe Becker den beinahe kompletten Polizeiapparat auslässt und seine Schauermär von der Verderbtheit des Justizapparats nur zwischen der Generalstaatsanwaltschaft und Mafiosi austragen lässt. […] Mit dem wahren Leben, der wirklichen Wirklichkeit will dieser pastose Polizeithriller ohne Polizei nichts zu schaffen haben. Und nichts mit richtigen Menschen. Becker interessiert sich einen Dreck für die Leute, für ihre Milieus.“

„Lars Becker, dieses Fazit muss gezogen werden, hat sich eine kaum recherchierte Geschichte ausgedacht, das Drehbuch grob zusammengezimmert und zum Schluss erst Figuren eingesetzt, die keine Bewegungsfreiheit mehr haben. Darum wirken Uwe Ochsenknecht, Armin Rohde und selbst der Hauptdarsteller Tobias Moretti so seltsam deplatziert.“